# Proces Clausa
Proces Clausa – proces odsiarczania gazu poprzez odzyskiwanie elementarnej siarki z siarkowodoru (H2S). Został opracowany przez chemika Carla Friedricha Clausa. Zmodyfikowany proces Clausa stał się standardowym procesem stosowanym w instalacjach przemysłowych.

## Historia
Proces wynalazł Carl Friedrich Claus, któremu pod koniec 1883 roku został przyznany patent. Metoda została znacząco zmodyfikowana przez niemiecką firmę IG Farben. Zarówno w Stanach Zjednoczonych, jak i na całym świecie przetwarza się większość otrzymywanego kwaśnego gazu. Szacuje się, że na świecie około 90 do 95% odzyskanej siarki pochodzi z instalacji wykorzystujących proces Clausa.

## Opis metody
Proces opiera się na utlenieniu siarkowodoru do wolnej siarki. Wyróżnia się w nim dwa etapy – termiczny oraz katalityczny. Etap termiczny przebiega w tzw. kotle Clausa w wysokiej temperaturze (1000 – 1400 °C). Do palników kotła wprowadzona zostaje mieszanina gazu kwaśnego z powietrzem. Około jednej trzeciej siarkowodoru spala się według reakcji:
3H2S + 1.5O2 → 2H2S + SO2 + H2O
Nieprzereagowany siarkowodór przechodzi do etapu katalitycznego i reaguje z wytworzonym w etapie termicznym dwutlenkiem siarki w niższej temperaturze (200-350 °C) tworząc siarkę. Proces przebiega zgodnie z równaniem (nazywanym często w literaturze reakcją Clausa):
2H2S + SO2 ↔ 3S + 2H2O
Zasadniczo reakcja z dwutlenkiem siarki zachodzi w etapie katalitycznym, jednak jej początek może obejmować etap termiczny. Do uzyskania konwersji na poziomie 94-98% potrzebne są od 2 do 4 etapów katalitycznych.

## Instalacje Superclaus
Z uwagi na odwracalność reakcji Clausa istniała potrzeba modyfikacji procesu bazowego. W celu zwiększenia stopnia przereagowania H2S i SO2 opracowano udoskonaloną wersję procesu Clausa o nazwie Superclaus. Istotą modyfikacji było opracowanie selektywnego katalizatora tej reakcji. Jako katalizator został zastosowany aktywny tlenek metalu na nośniku, zapewniający całkowite przereagowanie siarkowodoru do siarki i minimalizację powstawania dwutlenku siarki. Instalacje, w których wykorzystano tę zmianę, to Superclaus-99 i Superclaus-99,5.

### Superclaus-99
Istotą technologii zastosowanej w instalacji Superclaus-99 jest wprowadzenie dodatkowego reaktora, w którym odbywa się selektywne katalityczne utlenianie H2S do siarki. Zmienia się również wymagany stosunek H2S do SO2 w pracy instalacji. Dla klasycznego układu opartego na procesie Clausa wynosi on 2:1, natomiast instalacja Superclaus-99 przystosowana jest do pracy z nadmiarem siarkowodoru.

### Superclaus-99,5
W instalacji Superclaus-99,5 wprowadza się dwa dodatkowe reaktory. W pierwszym z nich odbywa się katalityczne uwodornienie do siarkowodoru tlenku siarki, siarczku karbonylu oraz innych związków siarki, a w drugim selektywne katalityczne utlenianie siarkowodoru do siarki. Dopuszcza się pracę przy stosunku H2S do SO2 charakterystycznego dla instalacji opartej na klasycznym procesie Clausa, jednak nie jest wymagane dokładne utrzymywanie takiej wartości.

### Stopień odzysku siarki
W klasycznym procesie Clausa uzyskuje się stopień odzysku siarki na poziomie 98-98,5%, natomiast w instalacjach Superclaus-99 i Superclaus-99,5 wzrasta on odpowiednio do 99,1% i 99,5-99,7%.

## Udoskonalenia w przyszłości[3]
W 2009 roku holenderski producent katalizatorów i sorbentów Hermes Catalysts opublikował dokument wskazujący potencjalne ulepszenia, które mogą być wykorzystane w instalacjach Claus projektowanych w przyszłości. Wyróżniono w nim elementy instalacji zapewniające zniszczenie CS2. Dwusiarczek węgla powstaje jako produkt uboczny reakcji w piecu. W wyniku badań laboratoryjnych wykazano, że pewne katalizatory mogą zniszczyć CS2 zanim dostanie się on do reaktorów katalitycznych. Nie wykluczono również stworzenia modyfikacji dotyczących optymalizacji temperatur w końcowych reaktorach. Stopień konwersji H2S rośnie wraz ze wzrostem temperatury, jednak nie wykazano, czy podnoszenie bądź obniżanie temperatury, jest rzeczywiście potrzebne.